# River City Ransom
River City Ransom, w Japonii wydana pod tytułem Downtown Nekketsu Monogatari (jap. ダウンタウン熱血物語 Dauntaun Nekketsu Monogatari) – gra komputerowa z gatunku bijatyk z elementami charakterystycznymi dla gier fabularnych, stworzona przez japońskie studio Technōs Japan Corporation w roku 1989. Jest to trzecia, po Renegade i Super Dodge Ball, część serii bijatyk Kunio-kun z tytułowym bohaterem, adeptem sztuk walki. W wersji przeznaczonej na rynek amerykański postać ta została zastąpiona studentami szkoły wyższej Alexem i Ryanem, których celem jest uwolnienie dziewczyny Ryana z rąk przeciwnika o nazwie „Slick”.
River City Ransom zasłynęła połączeniem elementów typowej bijatyki z możliwością zwiększania umiejętności kierowanej postaci pomiędzy kolejnymi misjami, zdobywania przedmiotów użytecznych podczas walki czy spożywania jedzenia regenerującego stracone życie. Prześcignęła w ten sposób swoją epokę, aczkolwiek nie odniosła tak wielkiej popularności, jak seria Double Dragon.